# Las Vegas Aces
Las Vegas Aces is een basketbalploeg uit Paradise, Nevada. Ze spelen in de WNBA met Mandalay Bay Events Center als thuisbasis. In 1997 speelde ze onder de naam Utah Starzz met een thuisbasis in Salt Lake City, Utah. In 2002 verhuisde de club naar San Antonio, Texas. De naam werd San Antonio Silver Stars. De Stars waren een dochterclub van de San Antonio Spurs. In 2014 veranderde de naam in San Antonio Stars. In 2018 verhuisde de club naar Paradise, Nevada en werd Las Vegas Aces.

## Erelijst
Conference Championships:
- 2008 Western Conference Champions
- 2020 Western Conference Champions
- 2021 Western Conference Champions
- 2022 Western Conference Champions
- 2023 Western Conference Champions

WNBA Championships:
- 2022 WNBA Champions
- 2023 WNBA Champions

WNBA Commissioner's Cup:
- 2022 WNBA Commissioner's Cup

## Bekende spelers
- Chantelle Anderson
- Jelena Baranova
- Agnieszka Bibrzycka
- Cindy Brown
- Edna Campbell
- Małgorzata Dydek
- Chelsea Gray
- Becky Hammon
- Moriah Jefferson
- Edwige Lawson
- Kayla McBride
- Angel McCoughtry
- DeLisha Milton-Jones
- Kelsey Plum
- Michelle Snow
- LaToya Thomas
- Ann Wauters
- A'ja Wilson
- Jackie Young
- Allie Quigley

## Uitslagen per seizoen
| Seizoen                  | Conference  | Conference  | Uitslagen   | Uitslagen   | Uitslagen   | Play-off resultaten | Coach                           |
| Seizoen                  | Conference  | Conference  | W           | L           | %           | Play-off resultaten | Coach                           |
| Utah Starzz              | Utah Starzz | Utah Starzz | Utah Starzz | Utah Starzz | Utah Starzz | Utah Starzz | Utah Starzz                     |
| ------------------------ | ----------- | ----------- | ----------- | ----------- | ----------- | --- | ------------------------------- |
| 1997                     | West        | 4th         | 7           | 21          | .250        | | Denise Taylor                   |
| 1998                     | West        | 5th         | 8           | 22          | .267        | | Frank Layden                    |
| 1999                     | West        | 6th         | 15          | 17          | .469        | | Frank Williams                  |
| 2000                     | West        | 5th         | 18          | 14          | .563        | | Frank Williams                  |
| 2001                     | West        | 3rd         | 19          | 13          | .594        | Verloren Conference halve finale (Sacramento, 0–2)                                                                                   | Williams/Harvey                 |
| 2002                     | West        | 3rd         | 20          | 12          | .625        | Gewonnen Conference halve finale (Houston, 2–1) Verloren Conference finale (Los Angeles, 0–2)                                        | Candi Harvey                    |
| San Antonio Silver Stars |             |             |             |             |             | |                                 |
| 2003                     | West        | 6th         | 12          | 22          | .353        | | Harvey/Dailey                   |
| 2004                     | West        | 7th         | 9           | 25          | .265        | | Brown/Read                      |
| 2005                     | West        | 7th         | 7           | 27          | .206        | | Dan Hughes                      |
| 2006                     | West        | 6th         | 13          | 21          | .382        | | Dan Hughes                      |
| 2007                     | West        | 2nd         | 20          | 14          | .588        | Gewonnen Conference halve finale (Sacramento, 2–1) Verloren Conference finale (Phoenix, 0–2)                                         | Dan Hughes                      |
| 2008                     | West        | 1st         | 24          | 10          | .706        | Gewonnen Conference halve finale (Sacramento, 2–1) Gewonnen Conference finale (Los Angeles, 2–1) Verloren WNBA finale (Detroit, 0–3) | Dan Hughes                      |
| 2009                     | West        | 4th         | 15          | 19          | .441        | Verloren Conference halve finale (Phoenix, 1–2)                                                                                      | Dan Hughes                      |
| 2010                     | West        | 3rd         | 14          | 20          | .412        | Verloren Conference halve finale (Phoenix, 0–2)                                                                                      | Sandy Brondello                 |
| 2011                     | West        | 4th         | 18          | 16          | .529        | Verloren Conference halve finale (Minnesota, 1–2)                                                                                    | Dan Hughes                      |
| 2012                     | West        | 3rd         | 21          | 13          | .618        | Verloren Conference halve finale (Los Angeles, 0–2)                                                                                  | Dan Hughes                      |
| 2013                     | West        | 5th         | 12          | 22          | .353        | | Dan Hughes                      |
| San Antonio Stars        |             |             |             |             |             | |                                 |
| 2014                     | West        | 3th         | 16          | 18          | .471        | Verloren Conference halve finale (Minnesota, 0–2)                                                                                    | Dan Hughes                      |
| 2015                     | West        | 6th         | 8           | 26          | .235        | | Dan Hughes                      |
| 2016                     | West        | 6th         | 7           | 27          | .206        | | Dan Hughes                      |
| 2017                     | West        | 12th        | 8           | 26          | .235        | | Vickie Johnson                  |
| Las Vegas Aces           |             |             |             |             |             | |                                 |
| 2018                     | West        | 9th         | 14          | 20          | .412        | | Bill Laimbeer                   |
| 2019                     | West        | 4th         | 21          | 13          | .618        | Gewonnen Conference halve finale (Chicago, 1-0) Verloren Conference finale (Washington, 1–3)                                         | Bill Laimbeer                   |
| 2020                     | West        | 1st         | 18          | 4           | .818        | Gewonnen Conference finale (Connecticut, 3-2) Verloren WNBA finale (Seattle, 0–3)                                                    | Bill Laimbeer                   |
| 2021                     | West        | 1st         | 24          | 8           | .750        | Verloren Conference finale (Phoenix, 2–3)                                                                                            | Bill Laimbeer                   |
| 2022                     | West        | 1st         | 26          | 10          | .722        | Gewonnen First round (Phoenix, 2-0) Gewonnen Halve finale (Seattle, 3-1) Gewonnen WNBA finale (Connecticut, 3–1)                     | Becky Hammon                    |
| 2023                     | West        | 1st         | 34          | 6           | .850        | Gewonnen First round (Chicago, 2-0) Gewonnen Halve finale (Dallas, 3-0) Gewonnen WNBA finale (New York, 3–1)                         | Becky Hammon                    |
| Resultaten               | Resultaten  | Resultaten  | 428         | 466         | .479        | 1 Conference kampioenschap(pen) | 1 Conference kampioenschap(pen) |
| Playoffs                 | Playoffs    | Playoffs    | 33          | 37          | .471        | 2 WNBA kampioenschap(pen) | 2 WNBA kampioenschap(pen)       |